# Opposition Front Bench
L’Opposition Front Bench, littéralement « Premier banc de l'opposition », est le nom donné au cabinet fantôme formé par le principal parti d'opposition (qui a alors l'appellation d'« Opposition officielle », ou Official opposition) en république d'Irlande, à savoir celui qui a le plus de sièges au Dáil Éireann en dehors de ceux participant au gouvernement. Ce terme, fréquent dans les systèmes de Westminster, renvoie au fait que ses membres (appelés « Porte-paroles » ou Spokesperson) siègent au Dáil Éireann au premier rang de leurs travées, faisant directement face aux membres du gouvernement. Depuis les élections générales du 25 février 2011 et la formation du gouvernement du 31e Dáil coalisant le Fine Gael du Taoiseach Enda Kenny et le Parti travailliste du Tánaiste Eamon Gilmore le 9 mars 2011, l'Opposition officielle est formée par le Fianna Fáil (20 TDs sur 166). D'autres mouvements d'opposition de moindre importance peuvent également constituer un Front Bench : c'est le cas actuellement du Sinn Féin (14 TDs).

## Historique
Les oppositions officielles, amenées à constituer l’Opposition Front Bench, ont été les suivantes en Irlande :
| Opposition officielle | Opposition officielle | Années    |
| --------------------- | --------------------- | --------- |
|                       | Parti travailliste    | 1922–1927 |
|                       | Fianna Fáil           | 1927–1932 |
|                       | Cumann na nGaedheal   | 1932–1933 |
|                       | Fine Gael             | 1933–1948 |
|                       | Fianna Fáil           | 1948–1951 |
|                       | Fine Gael             | 1951–1954 |
|                       | Fianna Fáil           | 1954–1957 |
|                       | Fine Gael             | 1957–1973 |
|                       | Fianna Fáil           | 1973–1977 |
|                       | Fine Gael             | 1977–1981 |
|                       | Fianna Fáil           | 1981–1982 |
|                       | Fine Gael             | 1982      |
|                       | Fianna Fáil           | 1982–1987 |
|                       | Fine Gael             | 1987–1994 |
|                       | Fianna Fáil           | 1994–1997 |
|                       | Fine Gael             | 1997–2011 |
|                       | Fianna Fáil           | 2011–     |

## Fianna Fáil Front Bench(Opposition officielle)
Micheál Martin, 8e chef du Fianna Fáil depuis le 26 janvier 2011 et 11e chef de l'Opposition depuis le 9 mars 2011, a présenté son Opposition Front Bench (composé de l'ensemble des TDs du parti) le 12 avril 2011, :
| Portefeuille                                              | Porte-parole               | Ministre contré                                                                                       |
| --------------------------------------------------------- | -------------------------- | --- |
| Chef de l'Opposition, Porte-parole pour l'Irlande du Nord | Micheál Martin             | Enda Kenny (Taoiseach)                                                                                |
| Chef adjoint de l'Opposition, Finances                    | Brian Lenihan, Jnr         | Eamon Gilmore (Tánaiste) Michael Noonan (Finances)                                                    |
| Chief whip Affaires étrangères et Commerce                | Seán Ó Fearghaíl           | Paul Kehoe (Chief whip) Eamon Gilmore (Affaires étrangères - Commerce)                                |
| Dépenses publiques et Réformes                            | Michael McGrath            | Brendan Howlin                                                                                        |
| Réforme du secteur public                                 | Seán Fleming               | Brendan Howlin                                                                                        |
| Éducation et Savoir-faire                                 | Brendan Smith              | Ruairi Quinn                                                                                          |
| Protection sociale                                        | Barry Cowen                | Joan Burton                                                                                           |
| Environnement, Communautés et Affaires locales            | Niall Collins              | Phil Hogan                                                                                            |
| Entreprises, Travail et Innovation                        | Willie O’Dea               | Richard Bruton                                                                                        |
| Enfance                                                   | Charlie McConalogue        | Frances FitzGerald                                                                                    |
| Justice, Égalité et Défense                               | Dara Calleary              | Alan Shatter                                                                                          |
| Santé                                                     | Billy Kelleher             | James Reilly                                                                                          |
| Transports, Tourisme et Sports                            | Timmy Dooley               | Leo Varadkar                                                                                          |
| Communications, Énergie et Ressources naturelles          | Éamon Ó Cuív               | Pat Rabbitte                                                                                          |
| Agriculture et Alimentation                               | Michael Moynihan           | Simon Coveney                                                                                         |
| Culture et Patrimoine                                     | Robert Troy                | Jimmy Deenihan                                                                                        |
| Mer et Pêche                                              | John Browne                | Simon Coveney                                                                                         |
| Horticulture et Affaires rurales                          | Séamus Kirk                | Shane McEntee (Ministre d'État)                                                                       |
| Logement, Aménagement du territoire et Gaeltacht          | Michael P. Kitt            | Willie Penrose (Ministre d'État : Logement, Aménagement) Dinny McGinley (Ministre d'État : Gaeltacht) |
| Système de régulation des petites entreprises             | John J. McGuinness         | John Perry (Ministre d'État)                                                                          |
| Conseiller juridique                                      | Conseiller Jim O'Callaghan | - |

## Sinn Féin Front Bench
Gerry Adams, président du Sinn Féin depuis le 13 novembre 1983 et TD pour la première fois en république d'Irlande depuis le 25 février 2011, a présenté l'organisation du Front Bench (composé de l'ensemble des députés) de son parti le 22 mars 2011 : 
| Portefeuille                                     | Porte-parole          |
| ------------------------------------------------ | --------------------- |
| Président du parti                               | Gerry Adams           |
| Vice-présidente, Dépenses publiques et Réformes  | Mary Lou McDonald     |
| Chief whip Protection sociale                    | Aengus Ó Snodaigh     |
| Finances                                         | Pearse Doherty        |
| Santé et Enfance                                 | Caoimhghín Ó Caoláin  |
| Affaires étrangères et Commerce                  | Pádraig Mac Lochlainn |
| Entreprises, Travail, Innovation et Gaeltacht    | Peadar Tóibín         |
| Justice, Égalité et Défense                      | Jonathan O'Brien      |
| Communications, Énergie et Ressources naturelles | Martin Ferris         |
| Éducation et Savoir-faire                        | Seán Crowe            |
| Environnement, Communautés et Affaires locales   | Brian Stanley         |
| Agriculture, Mer et Alimentation                 | Michael Colreavy      |
| Transports et Logement                           | Dessie Ellis          |
| Culture, Patrimoine, Tourisme et Sports          | Sandra McLellan       |